# Hisingen Blues
Hisingen Blues es el segundo álbum de estudio de la banda sueca de hard rock Graveyard. Fue lanzado el 25 de marzo de 2011.

## Listado de pistas
- Todas las canciones escritas por Graveyard.

1. "Ain't Fit to Live Here" - 3:05
2. "No Good, Mr. Holden" - 4:46
3. "Hisingen Blues" - 4:13
4. "Uncomfortably Numb" - 6:11
5. "Buying Truth (Tack och förlåt)" - 3:27
6. "Longing" - 4:49
7. "Ungrateful Are the Dead" - 3:09
8. "Rss" - 3:48
9. "The Siren" - 6:00
10. "Cooking Brew" (Digipak de edición bonus track) - 4:05

## Personal

### Graveyard
- Joakim Nilsson: guitarras, voces
- Jonatan Larocca Ramm: Guitarras
- Rikard Edlund: Bajo
- Axel Sjoberg: batería, percusión

### Músicos adicionales
- Nils Dahl: Piano
- Peteus Fredestad: Hammond B-3